# Poyquid
Poyquid är en ort i Mexiko.   Den ligger i kommunen Tampamolón Corona och delstaten San Luis Potosí, i den centrala delen av landet, 250 km norr om huvudstaden Mexico City. Poyquid ligger 203 meter över havet och antalet invånare är 125.
Terrängen runt Poyquid är kuperad åt nordväst, men åt sydost är den platt. Runt Poyquid är det ganska tätbefolkat, med 58 invånare per kvadratkilometer. Närmaste större samhälle är Tanquián de Escobedo, 15,6 km öster om Poyquid. Omgivningarna runt Poyquid är en mosaik av jordbruksmark och naturlig växtlighet.